# Lucrecia Méndez
Lucrecia Méndez de Penedo (Ciudad de Guatemala, 21 de julio de 1943) es una docente universitaria, ensayista, investigadora, crítica literaria y de arte guatemalteca.

## Biografía
Nacida Marta Lucrecia Méndez. En 1979 se recibió de licenciada en Letras Españolas e Hispanoamericanas por la Universidad de San Carlos de Guatemala. Su tesis de graduación fue La índole polifacética de Luis Cardoza y Aragón en «Guatemala, las líneas de su mano», que recibió la distinción cum laude. En 1997 se doctoró en Letras por la Universidad de Siena en Italia. Su tesis de graduación fue Memorie controcorrente: «El río. Novelas de Caballería» di Luis Cardoza y Aragón, escrito en italiano, que recibió la distinción «diritto alla pubblicazione» (que en Italia equivale al cum laude).
Ha sido catedrática en las principales universidades del país: San Carlos, Del Valle, Francisco Marroquín y Rafael Landívar, donde también ha ocupado cargos administrativos.
Sus ensayos han aparecido en una gran cantidad de prólogos, libros y revistas especializadas guatemaltecas y del extranjero.
Es miembro de número de la Academia Guatemalteca de la Lengua, correspondiente de la Real Academia Española. Además, es miembro fundadora de Rin 78, Comunidad de Escritores de Guatemala y del grupo editorial Palo de Hormigo. Ha sido invitada a congresos literarios en varios países.
Es vicerrectora académica de la Universidad Rafael Landívar. También se ha desempeñado como coordinadora de la maestría en Literatura Latinoamericana, directora del Departamento de Letras y Filosofía, vicedecana de la Facultad de Humanidades, y directora de estudios de posgrado en la Universidad Rafael Landívar.
Ha sido profesora en varias universidades del país, así como profesora visitante en España, Estados Unidos e Italia. Ha organizado y participado en numerosos congresos y eventos nacionales e internacionales relacionados con la literatura, la cultura, y la educación superior en Argentina, Bélgica, Centroamérica, Colombia, Cuba, Estados Unidos, Francia, Italia, México, Puerto Rico y Venezuela.
Es miembro de varios comités editoriales en Francia, Guatemala y México. Ella fue la representante en Guatemala del IESALC (Institute of Higher Education of Latin America and the Caribbean: Instituto de Educación Superior de América Latina y el Caribe de la UNESCO), y es miembro fundadora que representa a las universidades privadas de Centroamérica en la Agencia Americana de Acreditación de Postgrado Centroamericano (ACAP).
Es autora de varios libros y ensayos sobre la literatura y la educación. Ha publicado, dentro y fuera de su país, numerosas investigaciones y ensayos sobre autores fundacionales guatemaltecos como Rafael Landívar (1731-1793), Enrique Gómez Carrillo (1873-1927), Rafael Arévalo Martínez (1884-1975), Miguel Ángel Asturias (1899-1974) y Luis Cardoza y Aragón (1901-1992).
Asimismo, se ha ocupado de autores y corrientes recientes y de temas específicos, como la literatura y el teatro de mujeres guatemaltecas.
Otra línea de su trabajo ha sido la crítica de arte, que ha publicado en libros, revistas y reseñas periodísticas en Europa y América, y contribuye como columnista quincenal regular de opinión en la sección Cara Parens en el periódico Prensa Libre, de Guatemala.
Es miembro de la Academia Guatemalteca de la Lengua Española, y corresponsal de la Real Academia Española.
Se ha destacado como jurado en los siguientes certámenes literarios: Concurso de novela de la Fundación Mario Monteforte Toledo, Concurso de Cuento de la Fundación Novella (Guatemala) y los Juegos Florales Centroamericanos, en Quetzaltenango (Guatemala).
Uno de sus grandes trabajos fue haber rescatado las obras de teatro del dramaturgo guatemalteco Miguel Ángel Asturias.
Ha organizado y participado en numerosos congresos y coloquios internacionales. También ha sido profesora invitada en España e Italia.

## Obras[6]
- 1980: Joven narrativa guatemalteca. Guatemala: Editorial Rin, primera edición.
  - Guatemala: Ministerio de Cultura y Deportes, segunda edición, 1990.
- 1993: Letras de Guatemala. Guatemala: Fundación Paiz para la Cultura.
- 1994: Cardoza y Aragón: líneas para un perfil. Guatemala: Ministerio de Cultura y Deportes.
- 2000: Mujeres que cuentan. Escrito con Aída Toledo. Guatemala: Universidad Rafael Landívar.
- 2001: Maladrón, doble ultraje al paraíso. Guatemala-México: Fondo de Cultura Económica.
- 2001: Memorie controcorrente. «El río. Novelas de caballería», di Luis Cardoza y Aragón. Roma: Centro Nazionale per le Ricerche.
- 2003: Archivos para teatro de Miguel Asturias (coordinadora de la colección). París: Colección Archivos/UNESCO.

## Reconocimientos
- 2000 (enero): Orden Presidencial «Miguel Ángel Asturias», Guatemala, Palacio Nacional de la Cultura.
- 2001: Madrina del Instituto Italiano de Cultura, sede Guatemala.
- 2002: Medalla Dante Alighieri, otorgada por la Sociedad Dante Alighieri, sede Guatemala.
- 2003: Miembro del Comité Científico Internacional de la Association Archives de la Littérature Latino-Américaine, des Caraibes et Africaine du XX Siecle-Amis de Miguel Ángel Asturias, UNESCO.
- 2003 (septiembre): Reconocimiento del Programa Cívico Permanente del Banco Industrial (como representante del Colegio de Humanidades en el Día del Humanista).
- 2005 (julio): Condecoración «Palmas Académicas» del Ministerio de Educación de Francia.
- 2006 (febrero): Condecoración «Stella Della solidarietá» de la Presidencia de la República de Italia.